# 옥사실린

옥사실린(oxacillin)은 MRSA같은 페니실린 저항성 포도알균의 대체 경구 요법으로 사용되는 반합성 페니실린이다.
1960년 특허를 받았으며 1962년 의학용으로 승인되었다.

## 같이 보기
- 이소옥사졸
- 페니실린